# Тюрлевский сельсовет
Тюрлевский сельсовет (бел. Цюрлё́ўскі сельсавет; до 1958 года — Носиловский сельсовет) — административная единица на территории Молодечненского района Минской области Беларуси. Административный центр — деревня Тюрли.

## История
Образован 12 октября 1940 года как Носиловский сельсовет в составе Молодечненского района Вилейской области БССР. Центр — деревня Носилово. С 20 сентября 1944 года в составе Молодечненской области. 12 июня 1958 года в состав сельсовета из Великосельского сельсовета переданы 9 населённых пунктов (Бушевица, Великое Село, Горавины, Заречье, Лисово, Мыслевичи, Рагозы, Тивидовка, Шнуры), с Хожовского сельсовета — 7 населённых пунктов (Вытроповщина, Вязовец, Коледино, Кукловщина, Менютки, Разводово, Тюрли), центр перенесён в деревню Тюрли, сельсовет переименован в Тюрлевский (бел. Цюрлеўскі сельсавет).
11 сентября 1959 года в состав сельсовета вошла территория упразднённого Хожовского сельсовета. С 20 января 1960 года в Минской области. 10 июня 1965 года вновь образован Хожовский сельсовет из части территории Тюрлевского сельсовета.
В 1974 году упразднена деревня Огородники.
5 марта 1981 года сельсовет переименован в Тюрлевский (бел. Цюрлёўскі).
В 1994 году деревня Великое Село Тюрлевского сельсовета включена в городскую черту города Молодечно.
28 июня 2013 года из состава сельсовета исключены деревни Адамовичи, Горавины, Мыслевичи, Рагозы, вошедшие в состав Хожовского сельсовета, и деревня Шнуры, вошедшая в состав Мясотского сельсовета.
Деревня Рагозы в границах улиц Будавников, Вольная, Купаловская, Луговая, Пригородная, Придорожная, Славянская включена в состав Хожовского сельсовета, в границах улиц Весенняя, Восточная, Мирная, Молодечненская, Приозерная, Сонечная, Снежная — включена в состав города Молодечно.

## Состав
Тюрлевский сельсовет включает 17 населённых пунктов:
- Бояры — деревня.
- Бушевица — деревня.
- Вязовец — деревня.
- Верховка — деревня.
- Вытроповщина — деревня.
- Домаши — деревня.
- Заболотье — деревня.
- Застенки — деревня.
- Коледино — деревня.
- Кукловщина — деревня.
- Лешно — деревня.
- Менютки — деревня.
- Носилово — деревня.
- Саки — деревня.
- Тивидовка — деревня.
- Тюрли — деревня.
- Тюрли Саковские — деревня.

Упразднённые населённые пункты:
- Великое Село — деревня
- Огородники — деревня

## Население
Согласно переписи 2009 года (22 населённых пункта) на территории сельсовета проживало 4768 человек, из них 92,7 % — белорусы, 5,3 % — русские; согласно переписи 2019 года (17 населённых пунктов) — 4008 человек.